# Gora Borzova
Gora Borzova (englische Transkription von russisch Гора Борзова Gora Borsowa) ist ein Nunatak im ostantarktischen Königin-Marie-Land. Er ragt südwestlich des Mount Garan auf.
Russische Wissenschaftler benannten ihn. Der weitere Benennungshintergrund ist nicht hinterlegt.